# The Ballad of Peter Pumpkinhead
The Ballad of Peter Pumpkinhead è un singolo della band inglese XTC uscito nel 1992.
Venne fatta anche una cover dalla band canadese Crash Test Dummies, in cui venne pubblicata come singolo nel 1995.

## Significato
La canzone parla della storia di un uomo di nome Peter Pumpkinhead che venne in una città non specificata "diffondendo saggezza e soldi in giro" (spreading wisdom and cash around). È estremamente venerato dalle persone della città, ma è estremamente odiato dal governo. Alla fine, Peter Pumpkinhead viene ucciso dai suoi nemici, "inchiodato ad un grosso pezzo d'albero" (Nailed to a chunk of wood, probabilmente un riferimento alla crocefissione, come Gesù).
Molti credono che "Peter Pumpkinhead" sia uno pseudonimo che si riferisce a una di varie figure storiche come John F. Kennedy, Gesù Cristo o John Lennon. Comunque, l'autore della canzone (nonché cantante), Andy Partridge, disse che non c'era nessun riferimento a loro tre, ma si era ispirato alle loro tentate gesta di bontà, ma che sono state minacciate e uccise dal governo.

## La versione dei Crash Test Dummies
Nella cover/singolo dei Crash Test Dummies per la prima volta c'è la tastierista Ellen Reid che canta.
Nella versione dei Dummies non c'è il secondo verso e la cover fu parte della colonna sonora del film Scemo e più scemo.

## Tracce

### Singolo XTC
1. The Ballad of Peter Pumpkinhead - 5:02

### Singolo Crash Test Dummies
1. The Ballad of Peter Pumpkinhead - 3:48

## I video

### XTC
Ci sono due differenti versioni del video della versione degli XTC, tutti e due mostrano uno scenario simile all'assassinio del presidente Kennedy, sebbene la versione per le TV americane mostrava uno scenario più "violento", ed è per questo motivo che molte scene vennero tolte per la versione inglese. Durante il terzo verso si può vedere un'attrice che impersona Marilyn Monroe. Il verso "Peter Pumpkinhead era troppo buono, venne inchiodato ad un grosso pezzo di tronco d'albero" rafforza la teoria sulla crocefissione. Ci sono anche dei vari riferimenti alle tre figure storiche.

### Crash Test Dummies
Nel video della interpretazione dei Crash Test Dummies l'attore Jeff Daniels riprende il ruolo di "Harry Dune" del film Scemo e più scemo. Nel video Harry, mentre cammina per le strade di Toronto, inciampa e una Jack-o'-Lantern finisce nella sua testa. Nel tentativo di togliersela, sventa una rapina in banca e diventa uno scalpore per i media. Comunque, Harry viene giudicato colpevole della rapina e evita per un soffio la pena di morte (si salva grazie alla zucca che gli avevano messo prima che gli mettessero la corda intorno al collo). Il video finisce con una beffa verso dell'immaginario religioso, dove i seguaci di Harry, inconsapevoli del fatto che sia sopravvissuto, lo venerano come un martire e fondano la "Church of Later-Day Pumpkinheads" dove indossano delle Jack-o'-Lantern, imitano i movimenti che Harry faceva per cercar di togliersi la zucca dalla testa e fanno la comunione con semi di zucca e con del vino contenuto in un calice a forma di stelo di zucca.

## Classifiche

### Versione degli XTC
| Classifica (1992)                | Posizione massima |
| -------------------------------- | ----------------- |
| Billboard Canadian Singles Chart | 48                |
| US Modern Rock                   | 1                 |
| Official Singles Chart           | 71                |

### Versione dei Crash Test Dummies
| Classifica (1995)                | Posizione massima |
| -------------------------------- | ----------------- |
| Billboard Canadian Singles Chart | 4                 |
| Official Singles Chart           | 30                |